# Andrew Koenig

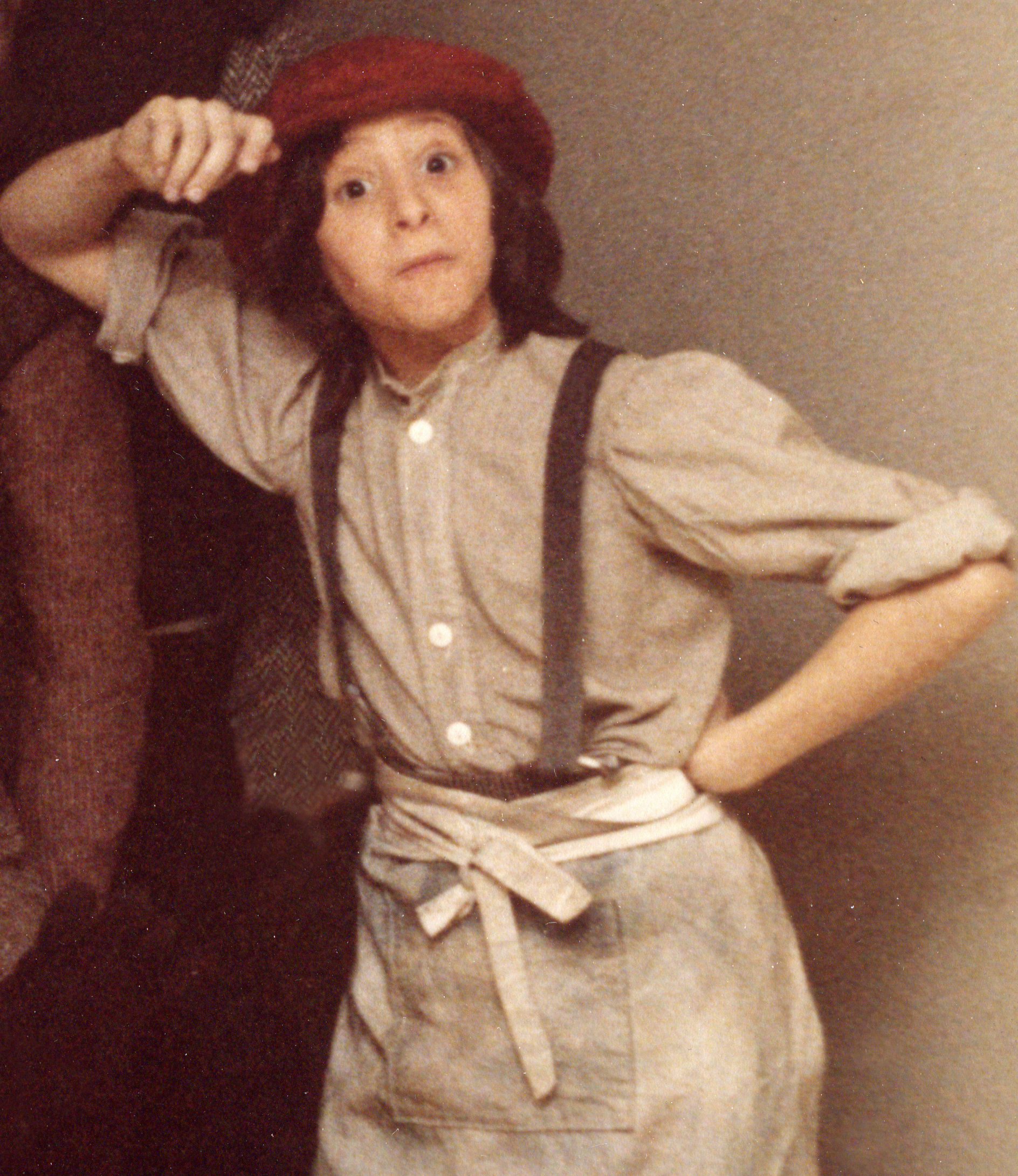
Koenig als Page Robin in Falstaff

Joshua Andrew Koenig (* 17. August 1968 in Los Angeles, Kalifornien; † zwischen 14. Februar 2010 und 25. Februar 2010 in Vancouver, Kanada) war ein US-amerikanischer Schauspieler und Filmeditor, der bei einigen Kurzfilmen auch als Drehbuchautor und Filmregisseur agierte.

## Leben
Koenig war als Sohn des Schauspielers Walter Koenig (Pavel Chekov in Raumschiff Enterprise) schon früh Teil des Showgeschäfts, bereits als Fünfjähriger hatte er eine erste Gastrolle in einer Fernsehserie. Mitte der 1980er Jahre begann er seine Karriere als Schauspieler mit einer wiederkehrenden Gastrolle als Richard „Boner“ Stabone in der Sitcom Unser lautes Heim. Zwischen 1985 und 1989 spielte er in 25 Episoden der Serie. Daneben hatte er Gastrollen in verschiedenen anderen Serien, darunter auch einer Folge der Star-Trek-Serie Deep Space Nine. 2003 wechselte er hinter die Kamera und arbeitete als Editor, sowie als Drehbuchautor und Regisseur von Kurzfilmen.
Der damals 41-jährige Andrew Koenig wurde von seiner Familie als vermisst gemeldet, nachdem er seinen Rückflug aus Vancouver am 16. Februar 2010 nicht angetreten hatte und nicht auffindbar war. Am 25. Februar wurde seine Leiche im Stanley Park in Vancouver aufgefunden. In einer Pressekonferenz gab sein Vater bekannt, dass es sich um Suizid gehandelt habe; Andrew Koenig habe unter Depressionen gelitten.

## Filmografie (Auswahl)

### Als Darsteller
- 1985: Unser lautes Heim
- 1988: 21 Jump Street – Tatort Klassenzimmer
- 1993: Star Trek: Deep Space Nine
- 2003: Batman: Dead End als Joker
- 2008: InAlienable

### Als Editor
- 2007: Jukebox: From Edison to Ipod
- 2009: Living the Blues: The Story of Canned Heat

### Als Regisseur
- 2003: Good Boy (auch Drehbuch)
- 2004: Woman in a Green Dress (auch Drehbuch)
- 2004: Instinct vs. Reason